# 慧沼
慧沼（えしょう、拼音：Huìzhǎo、648年 - 714年）は、中国唐代の仏僧。仏典の翻訳に従事し、法相宗の第二祖ともされる。淄州淄川県の出身であるため、淄州大師（ししゅうだいし）と尊称される。

## 生涯
慧沼の伝記資料としては、李邕『唐故白馬寺主翻訳慧沼神塔碑』（以下『神塔碑』）、『宋高僧伝』などがある。
『神塔碑』によれば、慧沼の俗姓は劉氏、諱は玄、字は慧照であるという（『神塔碑』の後の部分に、慧沼の徳の高さを讃えて「なぜ慧海と言わず慧沼というのか」というくだりがあるので、「照」は音通であり「沼」が正しいことがわかる）。本貫は彭城郡彭城県。5歳の時に親を喪い、15歳で出家した。『金光明経』捨身品を読んで感激し、山中で捨身の志を遂げんとしたこともある。経蔵を博く尋ね、『法華経』『般若経』『涅槃経』などを学び、その奥旨を究めた。咸亨3年（672年）、長安で基と普光の二師に修学して高い評価を受け、「山東一遍照」と号した。武周の頃から、法宝・法蔵らと義浄の翻訳事業に参加している。開元2年（714年）、67歳で入滅した。
| 年                                 | 経歴                                                                                                 | 関連                                 |
| ---------------------------------- | --- | ------------------------------------ |
| 貞観22年（648年）                  | 誕生。                                                                                               |                                      |
| 永徽2年（651年）                   | 継親の喪を執る。                                                                                     |                                      |
| 永徽4年（653年）                   | | 道昭、遣唐使の一員として入唐。       |
| 顕慶3年（658年）                   | | 智通・智達ら入唐。                   |
| 顕慶4年（659年）                   | 出俗せんことを望む。                                                                                 |                                      |
| 龍朔2年（662年）                   | 出家？                                                                                               | 睿宗誕生。                           |
| 麟徳元年（664年）                  | | 玄奘が死去。                         |
| 咸亨3年（672年）                   | 基と普光の二師に師事。                                                                               |                                      |
| 永淳元年（682年）                  | | 基が死去。                           |
| 天授元年（690年）                  | | 武則天が帝位につき、国号を周とする。 |
| 久視5年（700年）                   | この年から景雲2年（711年）まで、法宝・勝荘・神英・仁亮・法蔵らと、証義として義浄の訳場に参列か。     |                                      |
| 長安3年（703年）                   | | 智鳳・智鸞・智雄ら入唐。             |
| 神龍元年（705年）                  | 大福先寺の義浄の訳場において『仏説一切功徳荘厳王経』の証義を勤める。肩書きは「淄州大雲寺大徳」。     |                                      |
| 神龍2年（706年）〜先天2年（713年） | 菩提流志、崇福寺において『大宝積経』の翻訳。慧沼も証義として参加か。                                 | 唐朝が復活、武則天が死去。           |
| 景龍4年（710年）                   | 大薦福寺の義浄の訳場において『成唯識宝生論』など20部88卷の証義を勤める。肩書きは「淄州大雲寺大徳」。 |                                      |
| 景雲2年（711年）                   | 大薦福寺の義浄の訳場において『略教誡経』など12部20巻の証義を勤める。                                 |                                      |
| 開元2年（714年）                   | 入滅。                                                                                               |                                      |

慧沼が所属した寺院については、複数知られている。『神塔碑』に白馬寺とあり、「大唐斉州神宝寺碣銘」（『全唐文』巻959）に「大都維那僧慧沼」という記述がある。現存する著作『成唯識論了義灯』『因明義断』『因明入正理論義纂要』『能顕中辺慧日論』『法華玄賛義決』『大乗法苑義林章補闕』で「淄州大雲寺苾芻」などと名乗っていることから、これらの著作が武周が成立し大雲経寺を全国に作らせた690年以降の著作である可能性がある。また『金光明最勝王経疏』『勧発菩提心集』では「翻経沙門」と名乗っていることから、菩提流志や義浄の訳場に列していたころの著作である可能性がある。『因明入正理論続疏』では「正等寺沙門」と名乗っている。

## 著作
現存する著作、現存はしないが目録中に見出される著作は以下の通りである。
- 『法華纂要』（不明）
- 『法華玄賛義決』（存。大正蔵巻34）
- 『金光明最勝王経疏』（存。大正蔵巻39）
- 『仁王経疏』（不明）
- 『金剛経疏』（不明）
- 『涅槃経義記』（不明）
- 『涅槃経科文』（不明）
- 『盂蘭盆経疏』（不明）
- 『十一面神呪心経義疏』（存。大正蔵巻39）
- 『温室経疏』（不明）
- 『成唯識論了義灯』（存。大正蔵巻43）
- 『因明入正理論続疏』（下巻のみ存。卍続蔵巻86）
- 『因明義断』（存。大正蔵巻44）
- 『因明入正理論義纂要』（存。大正蔵巻44）
- 『因明論略纂』（不明）
  - 基の説に反する内容であるため、基に師事する以前の著作ではないかと言われている。
- 『発菩提心論疏』三巻（不明）
- 『大乗法苑義林章補闕』（巻4・7・8のみ存。卍続蔵巻98）
- 『能顕中辺慧日論』（存。大正蔵巻45）
- 『勧発菩提心集』（存。大正蔵巻45）
- 『二量章』（不明）

## 思想
著作のうち、『法華玄賛義決』『成唯識論了義灯』『因明入正理論続疏』『因明義断』『因明入正理論義纂要』『大乗法苑義林章補闕』は基の著作に対する複注ないし補遺であり、慧沼が基の思想を継承する意図を持っていたことが伺われる。特に『成唯識論了義灯』は、法相宗においては、基の『成唯識論掌中枢要』、智周の『成唯識論演秘』とならぶ三箇疏（さんがのしょ）の一つとして重視されている。
また、『成唯識論了義灯』においては円測らの説を、『因明義断』では汴璧を、『因明入正理論義纂要』では文軌を、『能顕中辺慧日論』では法宝の説を強く批判しており、基の学説の正当性を明らかにしようとしたと思われる。特に、法宝『一乗仏性究竟論』の一切皆成説を批判し、五姓各別説の立場から一分不成仏説を主張した『能顕中辺慧日論』は、後の徳一・最澄の論争（三一権実諍論）などに大きな影響を与えた。

## 弟子
「神塔碑」に慧沼の弟子としてあがっているのは、恵沖微・恵勝説・恵日・耶含胐・福琳・無著・法山・恵融・龍興寺恵祥・彼微寺恵光・大雲寺恵灯・法通・法蔵・恵明・正等寺恵嵩・法済寺恵仙である。根無一力は、恵日を山東出身の慈愍三蔵恵日に、福琳・恵光を荷沢神会の同名の弟子にそれぞれ比定している。
『宋高僧伝』の義忠伝で、慧沼の弟子となっている。
法相宗第三祖とされる智周は、『八宗綱要』などの日本の文献では慧沼の高弟とされているが、中国側の資料は少ない。敦煌文献である曇曠『大乗入道次第開決』には、青龍寺の道氤と智周が慧沼の弟子としてあげられている。